# Хаджиите
Хаджиите (болг. Хаджиите) — село в Бургасской области Болгарии. Входит в состав общины Карнобат. Находится примерно в 10 км к юго-востоку от центра города Карнобат и примерно в 33 км к западу от центра города Бургас. По данным переписи населения 2011 года, в селе  проживало 263 человека.

## Население
| Год     | 1934 | 1946 | 1956 | 1965 | 1975 | 1985 | 1992 | 2001 | 2011 |
| ------- | ---- | ---- | ---- | ---- | ---- | ---- | ---- | ---- | ---- |
| Жителей | 1035 | 1113 | 924  | 604  | 576  | 418  | 359  | 353  | 263  |

| Национальность | Человек | Процент |
| -------------- | ------- | ------- |
| болгары        | 63      | 23,95%  |
| турки          | 184     | 69,96%  |
| цыгане         | 13      | 4,94%   |
| Всего ответов  | 263     |         |

|  |